# Так починалася легенда
Так починалася легенда (рос. Так начиналась легенда) — радянський художній фільм 1976 року, знятий на Кіностудії ім. М. Горького.

## Сюжет
Фільм оповідає про дитинство Юрія Гагаріна, про ту пору життя, яка, за власними його словами, зіграла важливу роль у формуванні його характеру: війна, окупація їх села німцями, голод, викрадення в Німеччину старшого брата і сестри, вигнання фашистів зі Смоленщини, переїзд сім'ї в місто Гжатськ. Ніяких особливих подій у його житті, здавалося, не відбувалося: шкодив фашистам, допомагав радянським льотчикам, врятував братика від розправи фельдфебеля, взяв під захист осиротілу Настю, що стала вірною зв'язковою, брав участь у відновленні зруйнованої школи, але все це разом узяте, формувало характер.

## У ролях
- Олег Орлов — Юра Гагарін
- Георгій Бурков — Олексій Іванович Гагарін, батько Юри Гагаріна
- Лариса Лужина — Анна Тимофіївна, мати Юри Гагаріна
- Світлана Пономарьова — Настя
- Майя Булгакова — Ксенія Герасимівна, вчителька
- Вілніс Бекеріс — Альберт, постоялець Гагаріних
- Борис Григор'єв — Дронов, Сергунь, німецький староста
- Олександр Кавалеров — поліцай-перекладач
- Володимир Гусєв — льотчик
- Юрій Григор'єв — льотчик
- Афанасій Кочетков — дядько Кузьма, голова
- Наталія Величко — мама Насті
- Віра Алтайська — сільська мешканка
- Тетяна Гаврилова — чергова по станції
- Зінаїда Ярош — Зоя Гагаріна, сестра Юрія Гагаріна
- Володимир Прохоров — епізод
- Олексій Криченков — військовий керівник ополченців
- Герман Полосков — батько Насті
- Ервін Кнаусмюллер — німецький офіцер
- Юрій Потьомкін — поліцай
- Світлана Головач — епізод
- Кирило Загоруйко — епізод
- Сергій Новиков — Валя Гагарін
- Микола Трофімов — епізод

## Знімальна група
- Режисер — Борис Григор'єв
- Сценарист — Юрій Нагібін
- Оператор — Костянтин Арутюнов
- Композитор — Георгій Дмитрієв
- Художник — Борис Дуленков